# 小清河
小清河（しょうせいが）は、中国山東省を流れる河川である。泰沂山脈北麓に源を発し、済南市、淄博市、濱州市、東営市、濰坊市の5つの地級市を経由して渤海に注ぐ。全長216キロメートル、流域面積10,336平方キロメートルを有する。

## 概要
小清河は山東省内唯一の水陸連携および河川間輸送が可能な内陸河川である。航路は済南市荷花路の小清河橋下流200メートル地点を起点とし、濰坊港西港区羊口作業区に至る。Ⅲ級制限航路として総延長169.2キロメートルを有し、千トン級船舶による海河連携輸送が可能で、単船で最大1,500トン、船団では7,000トン以上の輸送能力を実現している。

## 歴史
小清河は、かつての古済水の下流部を前身とする河川である。済水は黄河と淮河の間に位置する大河であり、河南省済源市を源流とし、山東省中部を横断して東へ流れ、長江、黄河、淮河と並び「四瀆」と称されていた。後漢時代には黄河が流路を変え、武陟と修武の間で済水に合流し、河北省や山東省を経て海に注ぐようになった。この変化により河南省内では済水が姿を消したが、山東省内では菏水や汶水などが済水の旧河道を通じて海に流れていた。唐代になると黄河の堆積によって済水は現在の山東省東平以下の河川のみとなり、「清河」と改称された。この名称は水の色が清らかであったことに由来するとされ、後には「大清河」や「北清河」とも呼ばれるようになった。小清河はこの歴史的な変遷を経た古済水の一部として形成されたものである。
1077年（熙寧10年）、黄河は澶州で決壊し、流路を大きく変えた。この変化により、黄河は梁山泊で南北の二支流に分かれ、一方は南清河（古泗水）を経て淮河に、他方は北清河を通じて海に注ぐようになった。黄河の新しい流路は、東阿から歴城にかけて一部済水の旧河道を利用したが、歴城で再び決壊して北東に向かい、済陽を経て利津で海に注いだ。この地形変化により、『禹貢錐指』には「済陽の流れ（大清河の新道）が盛んになり、章丘の流れ（済水の旧河道）が衰えた」と記されている。
この状況を受けて、金朝の傀儡政権である斉の皇帝劉豫は、第一に大清河が北へ移動した後、広饒から済南にかけて塩の輸送が不便になったこと。第二に済水の旧河道が長年手入れされず、済南南部で山からの洪水と泉水の排水が滞り、深刻な洪水被害が発生していたことを理由に河川工事を実施した。劉豫は済南で泺水（趵突泉を源とする）を堰き止め、東へ流れるよう改修した。この新しい水路を小清河と名付け、北に偏った清河を大清河と改称した。小清河は百余里にわたって開削され、下流では済水の旧河道を利用した。元の于欽が著した『斉乗』によると、小清河は「婉蜒と東に約五百里流れ、馬車瀆に至って海に入る」とされている。この河川改修により、済南の泉水が海へ通じるようになり、地域の水運と治水に大きな影響を与えた。
1891年から1892年（光緒17年から18年）にかけて、盛宣懐が小清河全流域の大規模な治水事業を主導し、済南黄台から羊角溝までの通航が可能となった。この事業により、「済南、青州両府に属する沿河89県は永く氾濫の災いから免れる」と期待された。また、「長雨や黄河南岸の決壊がなければ、山からの水は随時排出され、毎年の災害を防げる」とされ、「民間の食糧や商人の貨物が海から省都まで水路で直接輸送できるようになる」と予測された。なお、北洋軍閥時代に設置された小清河浚渫工事事務総局は、『勘察小清河報告書』を編纂しただけで、特筆すべき成果は残さなかった。1904年（光緒30年）には、水源を補充し通航を改善するため、歴城県西北の玉符河東堤に睦里閘が建設された。これにより玉符河の水が東に小清河に流れ込むようになり、小清河は西に睦里閘まで延伸し、総延長237キロメートルの水系が完成した。
民国時代には、小清河に辺庄と五柳の2つの閘門が建設された。1952年の小清河の貨物輸送量は192,832トンで、1956年には477,606トンに増加した。山東省交通庁は小清河航運局を設置し、1959年に6つの段階的な閘門建設プロジェクトを計画したが、1960年に延期された。1966年には柴庄、水牛韓、岔河、石村の4つの閘門が計画され、1967年から1970年にかけて順次完成した。

## 復航
2020年初頭、小清河復航プロジェクトが着工された。このプロジェクトは済南市荷花路を起点とし、濰坊港西港区羊口作業区を終点とする全長169.2キロメートルのⅢ級航路の整備を目的としている。5つの地級市を流れ、5つの段階的な閘門が設置される計画だ。プロジェクトには航路、閘門、橋梁、水利施設、河川横断パイプライン、河川横断ケーブル、航路標識、維持管理基地と公共錨地、デジタル航路などの整備が含まれ、総投資額は100億元を超える。具体的には36の橋梁、4つの閘門、5つの港湾の建設が予定されている。2020年6月28日には小清河寿光区間の河道拡幅と浚渫工事が完了し、洪水防御基準が20年に一度から50年に一度に向上した。2021年12月9日には、プロジェクト内で最初となる閘門本体工事が博興区間の金家橋閘門で完成した。改築後の金家橋閘門はⅡ級閘門の基準を満たし、閘室の有効寸法は長さ280メートル、幅34メートル、水深5メートルとなり、2000トン級の船舶の通行が可能となった。
2022年10月時点で、航路の開削と管線の移設はほぼ完了し、閘門建設は80％、橋梁改築は74％が完了している。沿線の4つの港湾ターミナルの本体工事も完了しており、2022年末までに博興港以東で試験的な通航が開始される予定だ。2023年上半期には全線で通航が開始される見込みで、これにより済南から直接船で海に出ることが可能となる。